# Пфалц D.III
Пфалц D.III је немачки ловачки авион. Авион је први пут полетео 1917. године. 

Највећа брзина авиона при хоризонталном лету је износила 181 km/h.
Распон крила авиона је био 9,40 метара, а дужина трупа 7,12 метара. Празан авион је имао масу од 693 kg. Нормална полетна маса износила је око 905 kg. Био је наоружан са два 7,92-mm митраљеза LMG 08/1.

## Наоружање
| Наоружање авиона: Пфалц        |      |
| Ватрено (стрељачко) наоружање  |      |
| Топ                            |      |
| Митраљез                       |      |
| Број и ознака митраљеза        | 2    |
| Калибар                        | 7,92 |
| Бомбардерско наоружање (бомбе) |      |
| Ракетно наоружање (ракете)     |      |

## Галерија
- Авион Пфалц D.III прототип, фотографисан априла 1917.
- Пфалц D.III, серијски бр. 4114/17.
- Пфалц D.IIIа, серијски бр. 8413/17.